# Freizeitpark Plohn
Koordinaten: 50° 33′ 57″ N, 12° 23′ 59″ O
Der Freizeitpark Plohn (kurz Plohni; ehemals Märchen- und Erlebnispark Forellenhof Plohn) liegt in Sachsen in der vogtländischen Stadt Lengenfeld zwischen Reichenbach im Vogtland und Auerbach/Vogtl. Der 1996 eröffnete Freizeitpark war der erste in den neuen Bundesländern. Er zählt jährlich 350.000 Besucher und ist mit über 80 Attraktionen ausgestattet.

## Geschichte

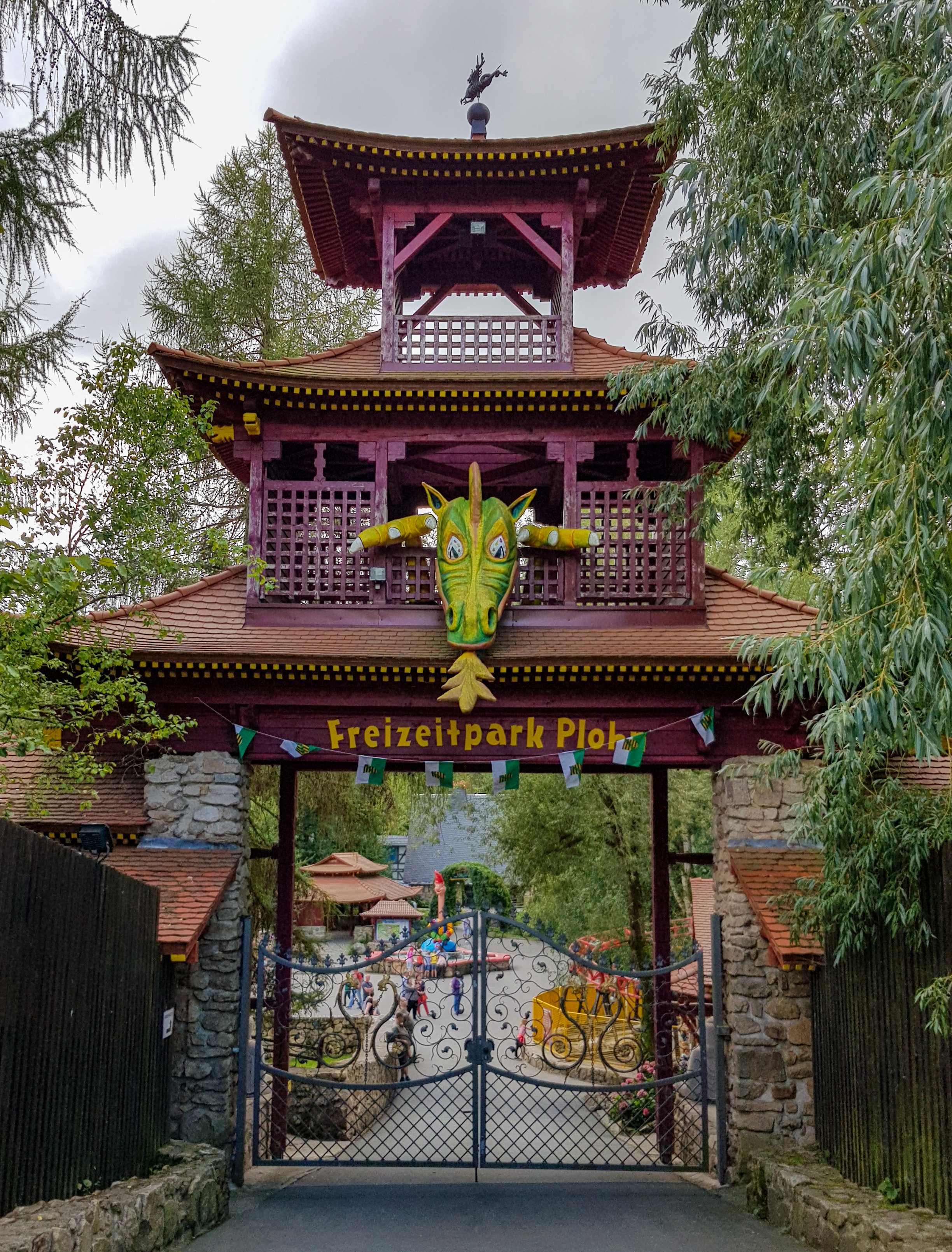
Alter Haupteingang

Der nach der Wende arbeitslos gewordene Arnfried Völkel baute 1991 einen Forellenhof in Plohn (Gemeinde Lengenfeld) auf. Auf Grundlage dieser Gaststätte eröffnete er 1996 einen kleinen Märchenwald mit zwölf Märchen der Brüder Grimm. Im Laufe der folgenden Jahre entwickelte sich der Park stetig weiter. Die bisher größten Investitionen des Parks waren 2009 die Holzachterbahn El Toro, eine große Wildwasserbahn, die seit 1999 im Park steht und der Big Dipper Coaster „Dynamite“ des Herstellers Mack Rides im Jahr 2019.
Bereits im Jahr 2000 hatte der Park seine erste Achterbahn, die „Silver-Mine“ vom Hersteller Zierer. Diese war zum Zeitpunkt der Anschaffung kein fabrikneues Fahrgeschäft; es handelte sich um ein Modell aus dem Jahre 1975, das vorher in verschiedenen anderen Parks gestanden hatte.
Im Jahr 2005 feierte der Park die zehnte Saison und eröffnete zwei Attraktionen: Deutschlands größtes Baumhaus und ein Looping-Fahrgeschäft. 2006 kam mit „Raupe“ eine Kinderachterbahn für die kleinen Besucher hinzu. Ein neuer Themenbereich wurde im Fred-Feuerstein-Stil mit Mini-Freefall-Tower Anfang 2007 eröffnet. Der Bereich wurde für die Saison 2008 um die thematisierten Tretboote „Feuersteins Kanonenboote“ erweitert. Ebenfalls neu waren 2008 die Geisterbahn, die nun im Anfangsbereich der Wildwasserbahn die Besucher erschrecken soll, und der „Grusel-Scooter“, mit dem die „Geistermühle“ fertiggestellt wurde. Im Jahr 2009 wurde die Holzachterbahn „El Toro“ eröffnet.
Ein neuer Themenbereich, das „Plohnidorf“, wurde zum Saisonstart am 21. April 2011 eröffnet. Als neue Attraktionen befinden sich dort die Familien-Achterbahn „Plohseidon“ aus dem Hause Zierer, ein Nostalgie-Karussell, das zuvor im Heide-Park gestanden hatte, und seit Pfingsten 2012 „Plohnis Tauchfahrt“. Seit 2013 gibt es einen weiteren Themenbereich: das „Gallier-Dorf“. Die Hauptattraktion ist eine „River Splash“-Anlage von ABC Rides mit dem Namen „Fluch des Teutates“. Seit 2014 ist das Taverne-Häuschen wieder auf der Anlage zu finden. Es wird an einer Sanitär- und Gastroeinrichtung im Stil eines Gallischen Dorfes gearbeitet. 2015 eröffnete eine neue Achterbahn namens „Miniwah und das Geheimnis von Gold Creek City“ von Mack Rides mit Multimedia-Show in der ehemaligen Reithalle, welche mit dem „FKF-Award 2015“ ausgezeichnet wurde. Im Jahr 2016 eröffnete der Park einen neuen Haupteingang im Stil des Gallierdorfs. Im Jahre 2019 eröffnete der neue Big Dipper Coaster Dynamite von Mack Rides, der zur Zeit der Eröffnung als teuerste Einzelinvestition des Parks galt. Im Jahr 2022 folgte ein neues Kettenkarussell mit Pilzthematisierung von der SBF Visa Group mit dem Namen „Plohnis Pilzflieger“. Des Weiteren folgte in diesem Jahr der sogenannte „verzauberte Pilz“, welcher ein Funhaus mit Rutschen und Thematisierungselementen ist.
Im Jahr 2023 folgte dann die Familienbahn „Max und Moritz“, welche eine Reitanlage von Metallbau Emmeln ist. Diese Anlage wurde mit einer Thematisierung zu den Geschichten von Max und Moritz ausgestattet. Außerdem wurde in diesem Jahr die Geistermühle komplett überarbeitet. Des Weiteren gab es auch eine neue Unterwasserprojektion in Plohnis Tauchfahrt. 2024 folgte dann ein Zierer Rides-Jet Ski mit dem Namen „Dazzling Dan’s Fusel Schleuder“, welcher auf dem Showteich im Westernbereich gebaut wurde und nach einer Schwarzbrennerei thematisiert wurde. Außerdem wurde auch ein neues Märchen im Plohnidorf geschaffen mit dem Namen „Plohnocchio“. 2025 wurde auf dem ehemaligen „Funny Boote“-Teich ein „Wild Swing“ der Firma ART Engineering mit dem Namen „Aqualuna & die Wunschschaukel“ erbaut, welcher eine Gestaltung zum Thema der Meerjungfrauen erhalten hat. Außerdem wurde das Restaurant „Forellenhof“ komplett überarbeitet und die ehemalige Bootsterrasse in „Mondsee-Kiosk“ umbenannt. Des Weiteren wurden im Eingangsbereich Schließfächer für die Gäste hinzugefügt.
In der Saison 2026 wird der weltweit erste Multi Launch Water Coaster aus dem Hause Mack Rides in der Freizeitanlage zum Einsatz kommen. Mit einem Investitionsvolumen von 11,5 Millionen Euro wird es die bisher teuerste Anlage des Parks. Thematisch ordnet sich diese in das „Gallier-Dorf“ ein.

## Attraktionen
Die Attraktionen des Freizeitparks Plohn verteilen sich auf die Themenbereiche Westernstadt, Dinoland, Märchenwald, Plohnidorf, Oldtimerpark, Dorf der Gallier, Action-Attraktionen und dem Naturpark.

### Achterbahnen
| Foto | Name          | Typ                                                            | Hersteller                   | Themenbereich       | Eröffnung     | Bemerkungen | Quellen                          |
| ---- | ------------- | -------------------------------------------------------------- | ---------------------------- | ------------------- | ------------- | --- | -------------------------------- |
|      | Drachenwirbel | Spinning Coaster, Familienachterbahn                           | SBF Visa Group               | Action-Attraktionen | 2017          | | freizeitpark-plohn.de (rcdb.com) |
|      | Dynamite      | Stahlachterbahn mit Inversionen, Modell BigDipper              | Mack Rides                   | Action-Attraktionen | 2019          | Befindet sich an der Stelle, an der sich zuvor die Achterbahn Silver Mine befand und gilt als die größte Investition des Parks. | freizeitpark-plohn.de (rcdb.com) |
|      | El Toro       | Holzachterbahn                                                 | Great Coasters International | Action-Attraktionen | 10. Apr. 2009 | | freizeitpark-plohn.de (rcdb.com) |
|      | Miniwah       | Powered Coaster, Indoor Coaster, Familienachterbahn, Dark Ride | Mack Rides                   | Action-Attraktionen | 2015          | | freizeitpark-plohn.de (rcdb.com) |
|      | Plohseidon    | Familienachterbahn                                             | Zierer Rides                 | Plohnidorf          | 2011          | Fuhr im Eröffnungsjahr unter dem Namen Familienachterbahn.                                                                      | freizeitpark-plohn.de (rcdb.com) |
|      | Raupe         | Big Apple, Familienachterbahn                                  | SBF Visa Group               | Oldtimerpark        | 2006          | | freizeitpark-plohn.de (rcdb.com) |
|      | Unbekannt     | Wasserachterbahn                                               | Mack Rides                   | Dorf der Gallier    | 2026 (im Bau) | | (rcdb.com)                       |

### Wasserattraktionen
| Foto | Name                           | Typ            | Hersteller   | Themenbereich       | Eröffnung |
| ---- | ------------------------------ | -------------- | ------------ | ------------------- | --------- |
|      | Floßfahrt durch die Urzeit     | Gondoletta     | Mack Rides   | Dinoland            | 1997      |
|      | Wildwasserbahn                 | Wildwasserbahn | Mack Rides   | Action-Attraktionen | 1999      |
|      | Feuersteins Kanonenboote       | Tretboote      |              | Dinoland            | 2008      |
|      | Fluch des Teutates             | Rapid River    | ABC Rides    | Dorf der Gallier    | 2013      |
|      | Dazzling Dan's Fusel Schleuder | Jet Ski        | Zierer Rides | Westernstadt        | 2024      |

### Weitere Attraktionen
- Aqualuna & die Wunschschaukel
- Buddha-Figur
- Bullriding
- Crazy House
- Der verzauberte Pilz
- Deutschlands größtes Baumhaus
- Familienbahn Max und Moritz
- Feuersteins Reise
- Freefall-Tower
- Gehege (Damwild, Esel)
- Geistermühle
- Holzmichl-Villa
- Kindereisenbahn
- Kinderschiffsschaukel
- Kletterberg
- Märchenwald (Aschenputtel, Frau Holle, Rapunzel, Feuerspeiender Drache, Schneewittchen, Froschkönig, Hänsel und Gretel, Knüppel aus dem Sack, Rumpelstilzchen, Der gestiefelte Kater, Das tapfere Schneiderlein und Rotkäppchen)
- Naturschutzgebiet der Plohnbachaue
- Mini-Scooter
- Nostalgie-Pferdekarussell (ehemalig stehend im Heide Park)
- Oldtimerfahrt
- Pferdekutsche
- Plohnis Orgelpfeifen
- Plohnis Pilzflieger
- Plohnis Tauchfahrt
- Plohnocchio
- Pony-Adventure
- Rapunzelkarusell
- Red-Baron-Karussell
- Rutschbahn Wilde Sau
- Schaubergwerk
- Schießanlage
- Seebühne
- Seepferdchenbrunnen
- Sprechende Bäume
- Westerneisenbahn
- Westernrodeo
- Showbühne
- Tipi mit Rutsche
- Trampolin-Anlage
- Urzeitdorf
- Vulkan
- Wichtelbahn im Zwergenland
- Zauberbrunnen
- Ziegenburg Sieben Geislein

### Ehemalige Attraktionen
- Drachenlooping (bis 2010)
- Drachenschaukel (bis 2016)
- Funny Boats (bis 2024)
- Märchenkarussell (bis 2022)
- Plohner Marionettenzirkus (bis 2022)
- Silver Mine (bis 2017)
- Sling Shot (bis 2003)

| Foto | Name        | Typ                              | Hersteller     | Themenbereich       | Eröffnung | Schließung | Bemerkungen | Quellen    |
| ---- | ----------- | -------------------------------- | -------------- | ------------------- | --------- | ---------- | --- | ---------- |
|      | Silver Mine | Stahlachterbahn ohne Inversionen | Zierer Rides   | Action-Attraktionen | 2000      | 2017       | Fuhr bis 2005 unter dem Namen Achterbahn. Ursprünglich wurde die Bahn auf deutschen Volksfesten betrieben und kam dann 1974 nach Adventureland (USA), wo sie bis 1990 als Raylle Racers und Der Flitzer ihre Runden fuhr. Von 1991 bis 1995 wurde sie als Rioolrat im Avonturenpark Hellendoorn (Niederlande) und von 1996 bis 1999 als Mäuseachterbahn in der Spielerei Rheda-Wiedenbrück betrieben, bevor die Bahn nach Plohn kam. | (rcdb.com) |
|      | Funny Boats | Bumper Boote                     | SBF Visa Group | Märchenwald         |           | 2024       | Wurde durch die Neuheit im Jahr 2025 ersetzt (Wild Swing von Art Engineering). |            |

## Shows
In den Anfangsjahren gastierten verschiedene Zirkusse im Park. Weiterhin befand sich im Freizeitpark Plohn bis 2013 eine große Westernarena, in der bis zu 700 Besucher Platz fanden. Mit Ende der Saison 2012 wurden die dort aufgeführten Shows abgesetzt. Gründe hierfür sind unter anderem die immense Erhöhung der GEMA-Gebühren ab 2013. Von Ende 2013 bis Anfang 2015 wurde die Halle für die Indoor-Achterbahn Miniwah und das Geheimnis von Gold Greek City weiträumig entkernt und neu thematisiert. Aktuell findet zusätzlich jede Stunde eine Mapping-Show rund um die Geschichte von Gold Greek City statt. Dieser Indoor-Bereich mit Powered Coaster von Mack Rides erhielt 2016 den FKF-Award des Freundeskreises Kirmes und Freizeitparks.
Seit der Schließung der Westernarena als zentraler Ort für Shows treten in wechselnde Abständen verschiedene Artisten und Kleinkünstler im Park auf.

## Gastronomie
Neben einer großen Anzahl von vielen verschiedenen Attraktionen bietet der Park auch ein großflächiges Angebot an gastronomischen Verpflegungsmöglichkeiten. Zu diesen zählen unter anderem:
- Gaststätte „Forellenhof“
- Bootsterrasse mit Selbstbedienungsbereich
- Kannibalen Snack
- Baba Jagas Hexenimbiss
- Onkel Sams Hütte
- Mollis Schlemmerhütte
- Miniwah Gold Creek City Burger
- Buffalo Bills Saloon
- Pizzeria „El Toro“
- Plohnis Kaffeestube
- Gallier Snack